# The Initiation of Sarah (2006)
The Initiation of Sarah is een horrorfilm uit 2006 voor televisie onder regie van Stuart Gillard. De film is een remake van de gelijknamige horrorfilm uit 1978, waarin Kay Lenz, Shelley Winters en Morgan Fairchild de hoofdrollen hebben.

## Verhaal
Sarah en Lindsey Goodwin zijn zussen, maar dit lijkt ook de enige overeenkomst tussen de twee te zijn. Lindsey is de aantrekkelijke schoonheid, terwijl Sarah mysterieus is en het slachtoffer is van pesterijen. Dit blijkt al gauw een reden te hebben, als Sarah ontdekt dat ze bovennatuurlijke krachten heeft. Sarah wil deze dan ook als liefste tegen de mensen gebruiken die haar pesten.
Als ze naar de universiteit vertrekken, willen ze allebei een nieuwe start hebben. Hun verleden lijkt hen echter te blijven achtervolgen, vooral als het ernaar uitziet dat de universiteit ook niet normaal is.

## Rolverdeling
| Acteur           | Personage          |
| ---------------- | ------------------ |
| Mika Boorem      | Sarah Goodwin      |
| Summer Glau      | Lindsey Goodwin    |
| Joanna García    | Corinne            |
| Tessa Thompson   | Esme               |
| Ben Ziff         | Finn               |
| Morgan Fairchild | Trina Goodwin      |
| Jennifer Tilly   | Dr. Eugenia Hunter |
| Amber Wallace    | Vita               |